# 할롱만
할롱만(베트남어: Vịnh Hạ Long) 또는 하롱베이(영어: Hạ Long Bay)는 베트남 북부, 꽝닌성 통킹만 북서부에 있는 만의 명칭이며, 크고 작은 3,000개의 기암괴석과 섬들이 존재한다. 1994년에 유네스코의 세계자연유산으로 지정되었다.
마치 명작 조각품을 감상하는 듯한 섬들의 경관은 태양의 위치에 따라서 빛이 변하고 비나 안개에 의해 또다른 정취가 있는 분위기를 자아낸다. 지질학적으로는 북쪽은 계림으로부터 남쪽은 호알르까지의 광대한 석회암 지역이다. 석회암 지역이 풍화 작용으로 깎여나가 현재의 모습이 되었다.

## 어원
전해 오는 말에 의하면, 중국이 베트남에 침공해 왔을 때 용 가족이 침공해온 적을 물리치고 입으로 토한 보석이 할롱만의 섬들이 되었다고 전하고 있다. 현재는 무인도이지만 약 7,000년 전의 신석기 시대에는 사람들이 살고 있었다. 또 수세기 전까지는 해적의 은신처로서 이용되었고 몽골군의 침공 시에도 군사적으로 이용되었다.

## 지리
할롱만은 베트남의 북동쪽에 위치해 있으며, 동경 106°56'에서 동경 107°37' 북위 20°43'에서 21°09'까지 걸쳐 있다. 할롱만은 옌훙에서 할롱, 깜파 그리고 반둥 지역까지 걸쳐 있다. 남쪽과 남동쪽으로는 통킹만에 접하고 북쪽으로는 중국에 서쪽과 남서쪽으로는 깓바 섬에 이른다. 할롱만은 120km에 이르는 해안선을 가지고 있으며, 면적은 1,553 km2에 이르고, 1969개의 도서로 구성되어 있다.

## 기후
할롱만은 고온다습한 여름과 춥고 건조한 겨울 두가지의 계절을 가진 열대우림 기후를 가진 해안섬들로 구성되어 있다. 평균 기온은 15 °C- 25 °C이고, 연 강수량은 2000mm ~ 2200mm에 이른다. 할롱만은 전형적인 조수간만의 차를 가지며, 파도는 3.5~4m에 이른다. 염도는 겨울에는 31~34.5MT이며, 우기가 지속되는 계절에는 이것보다 낮아진다.

## 여행
하노이에서 여러 여행사가 당일 투어 프로그램을 운영하고 있다. 할롱만 크루즈나 석회동굴 관광 등이 포함되어 있다.

## 호텔
- 빈펄 할롱베이 리조트(Vinpearl Halong bay Resort) : 예전 할롱베이 선착장에서 보이는 작은섬(Đảo Rều; 다오레우)에 할롱베이를 바라보며 위치하고 있는 최고급 5성급 리조트이다.[1]

## 사진

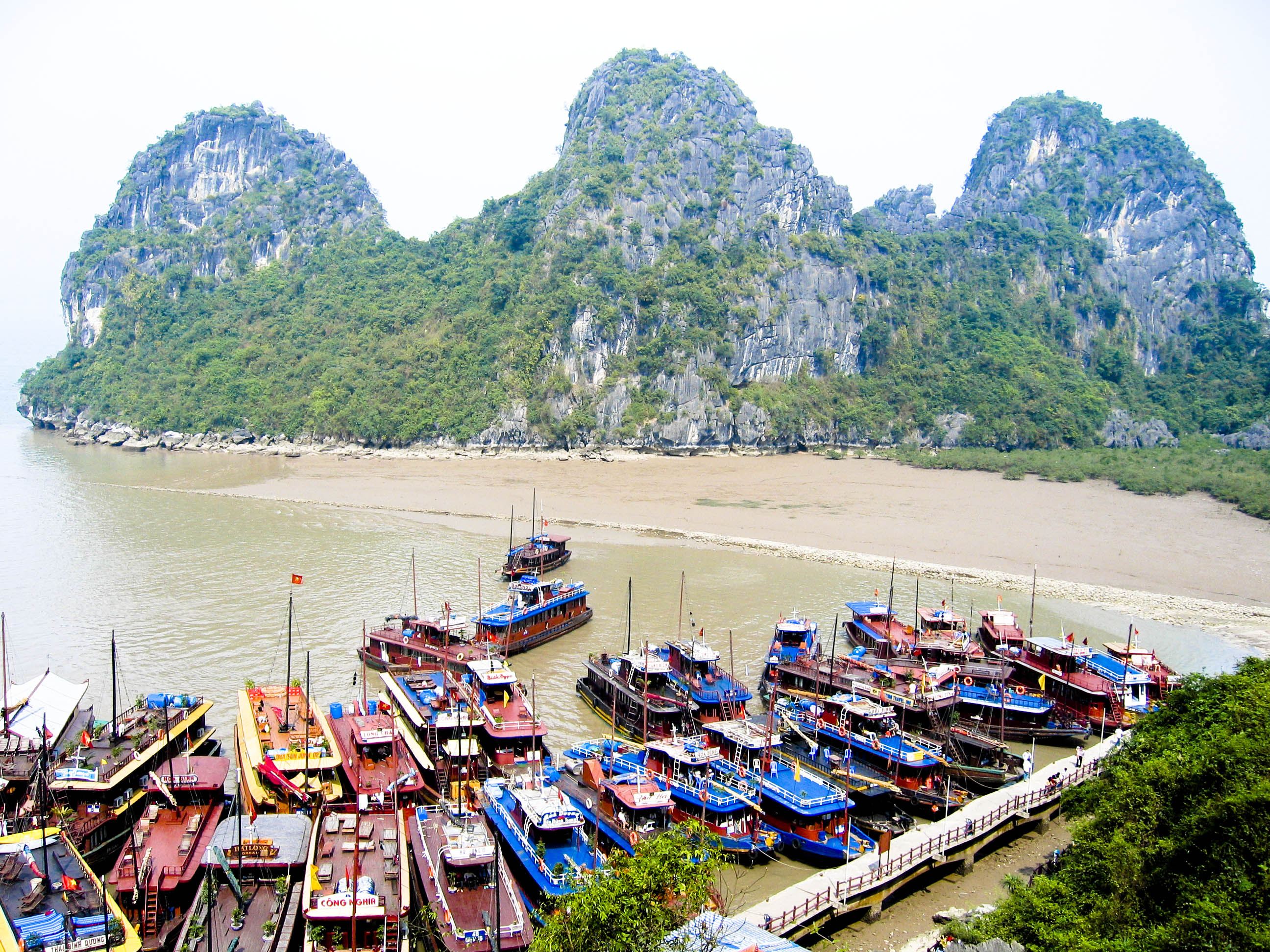
할롱만의 풍경, 2007년
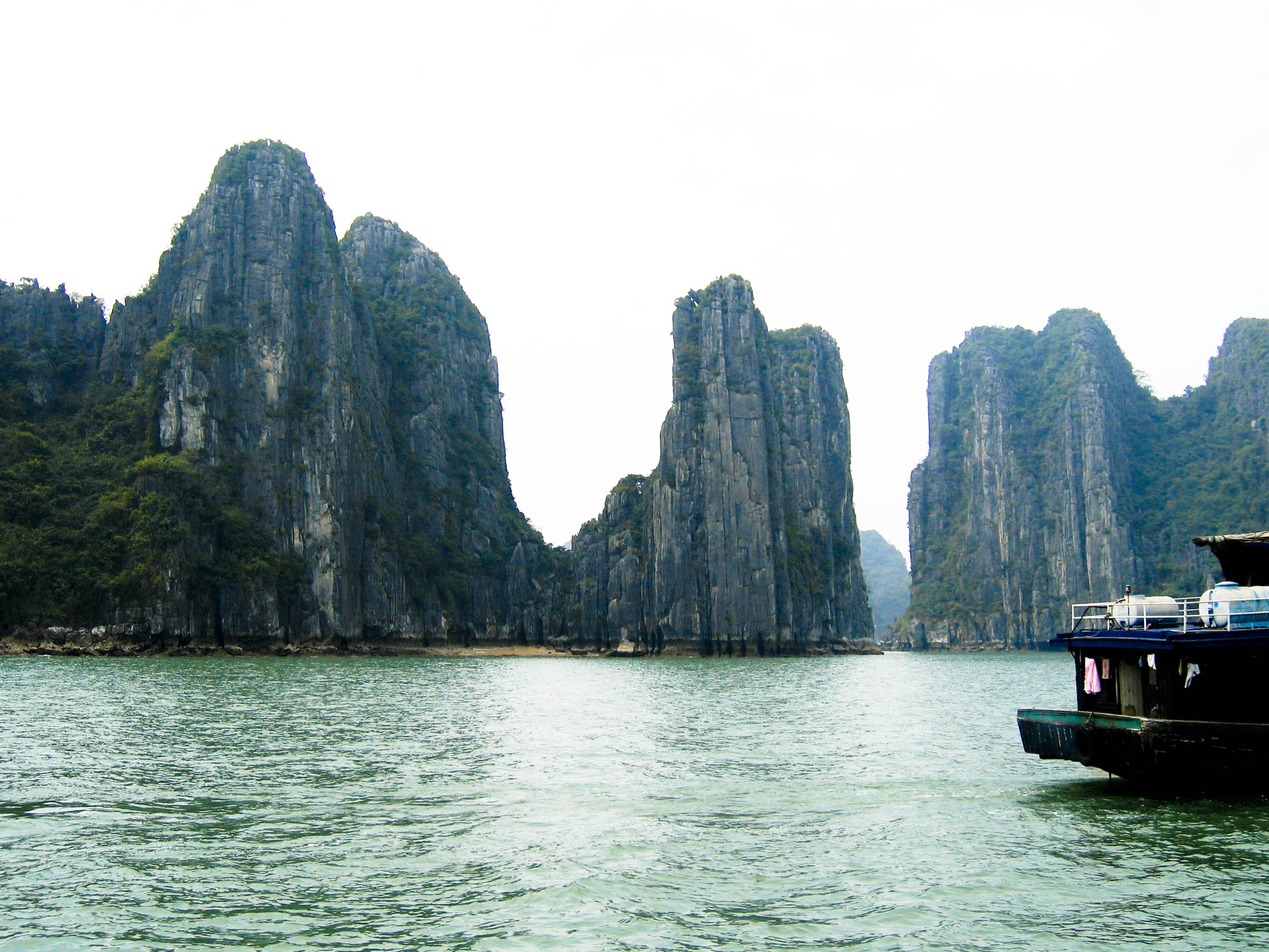
할롱만의 풍경, 2007년
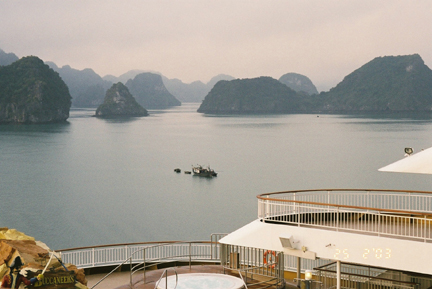
할롱만의 풍경, 2003년
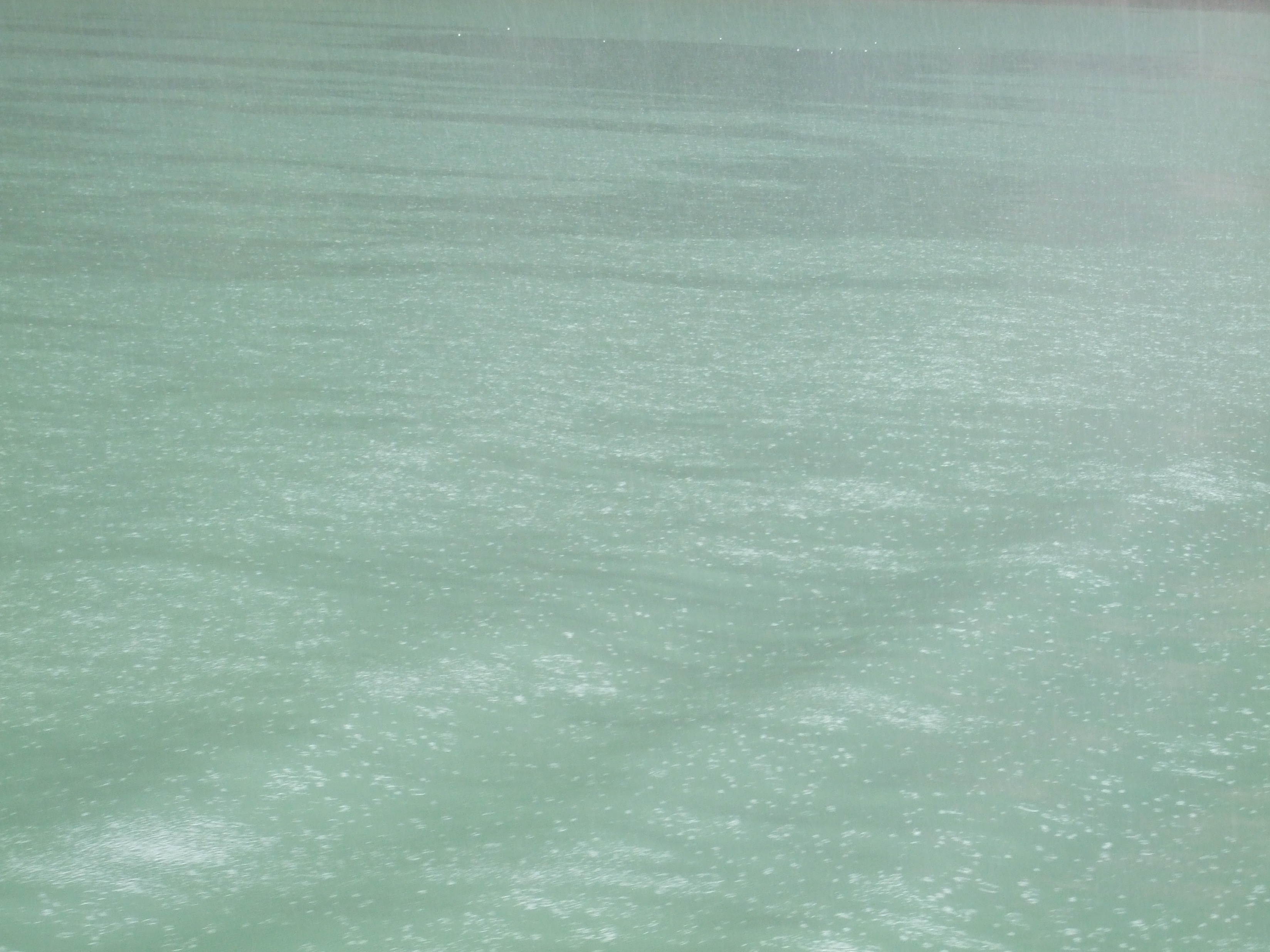
다양한 색채의 물 빛
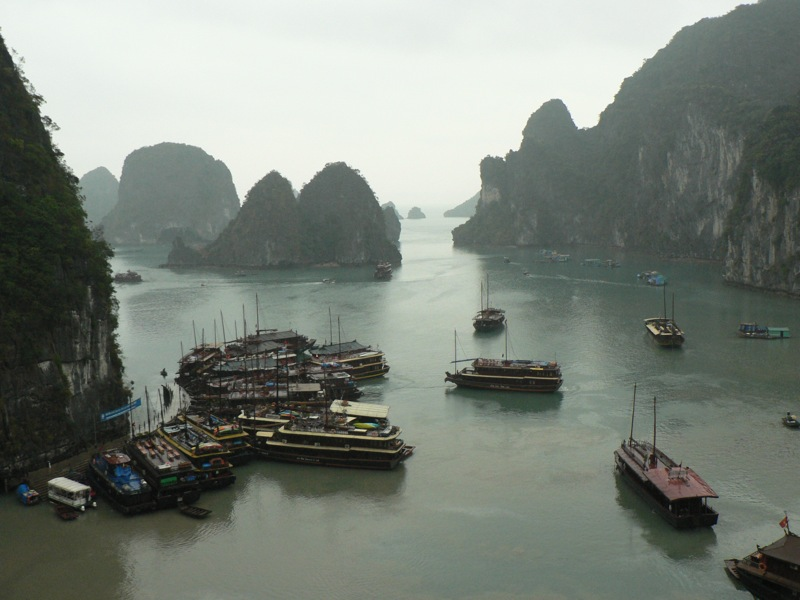
할롱만

## 같이 보기
- 할롱